# شهرداری پتروک
شهرداری پتروک (به لاتین: Petrovec Municipality) یک منطقهٔ مسکونی است که در مقدونیه شمالی واقع شده‌است. شهرداری پتروک ۲۰۱٫۹۳ کیلومتر مربع مساحت و ۸٬۲۵۵ نفر جمعیت دارد.